# Живот у гробљанској
Живот у гробљанској је југословенски телевизијски филм из 1987. године. Режирао га је Славенко Салетовић, а сценарио је написао Небојша Ромчевић.